# 西南極

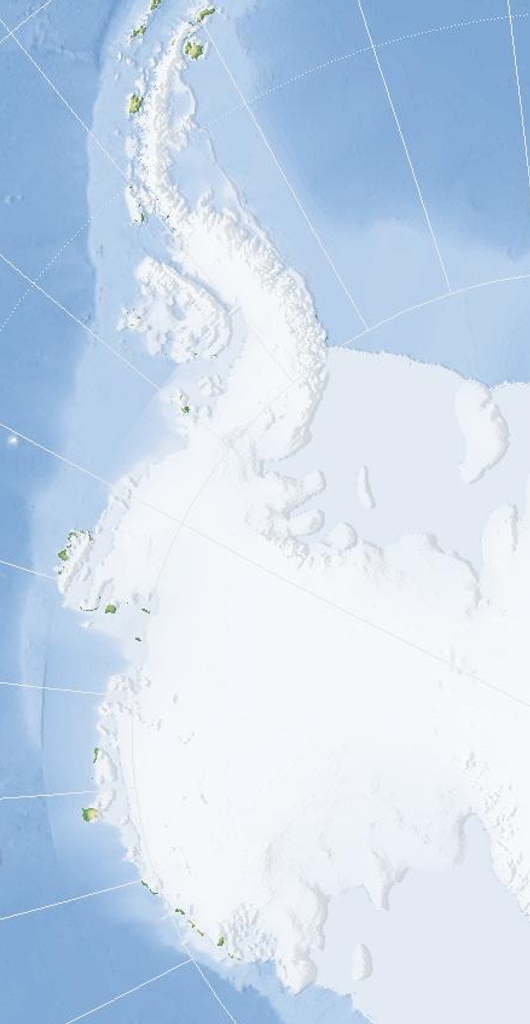
西南極

西南極（にしなんきょく West Antarctica）は南極大陸のうち、西半球部にある地域を指す。東半球にある東南極と対になるものである。当初は子午線を境界にした便宜的な地域分類に過ぎなかったが、地形や地質において東南極とは際立った対比を見せている。
東西は南極横断山脈が分断する。南極の地図を用いた簡便な方法は、まず南極点を中心に経度0度を上に経度180度を下に置き、このとき横断山脈がW60度方向から南極点を下を通ってE150度方向へ延びるが、山脈で分断された左側（西半球側）の南極半島を含む1/3ほどが西南極である。
西南極の語は20世紀初頭には使われていたが、大きく使用され始めたのは1957年から1958年の国際地球観測年の時である。
南極横断山脈の太平洋側のマリーバードランドやエルスワースランドのほか、南極半島のパーマーランドなどが含まれている。ロス海とウェッデル海に挟まれており、東南極より陸地面積が小さく、ロス棚氷やロンネ棚氷などの海氷領域が広がっている。南極氷床の西南極側を西南極氷床といい、南極氷床の体積全体のおよそ10％にあたる。東南極氷床よりも小さいため地球温暖化に伴う溶解の可能性については議論が行われている。しかし、西南極氷床が乗る基底の岩盤は氷床の自重によるアイソスタシーと相まって 1000m近くも沈んでいてほとんど海面下にある。ベントリー氷河底地溝の基岩面は-2,555mにあり、海水に覆われていない最深の地球表面になるが、その上を厚さ3kmもの氷が覆って観察も不可能なため、最も低い地球表面であるとの認識はほとんどなされていない。
南極圏に入らない半島の北半分やサウス・シェトランド諸島には、航行や荷揚げが容易なため、各国の南極観測基地が数多く置かれている。

## 地図での一覧

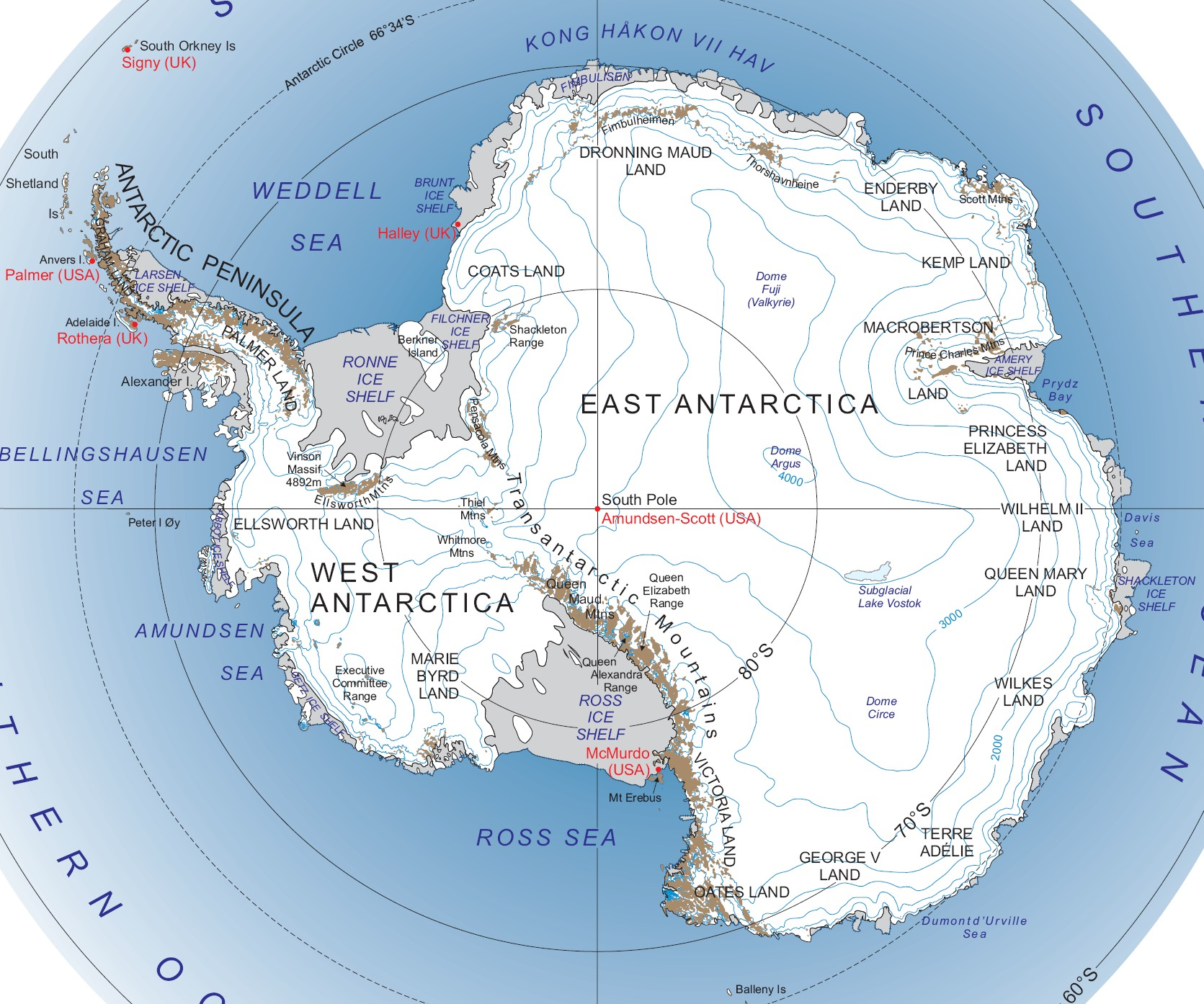
西南極の東側がマリーバードランド、西側がエルスワースランド
バリーバードランドのおおよその位置。
ロス海地域
ピョートル1世島の位置。
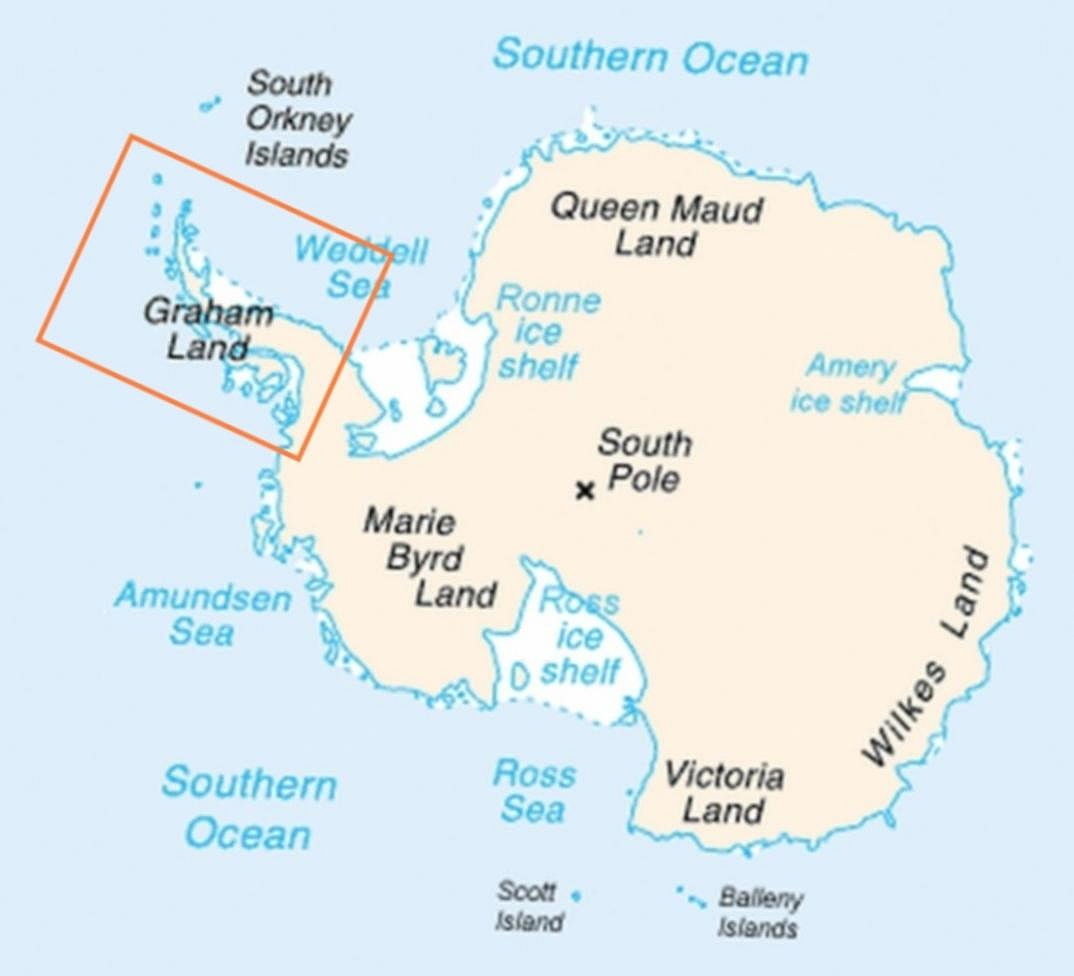
南極半島。南部はパーマーランド、北部はグラハムランド。アルゼンチン、チリ、イギリスなどが領権を主張している。
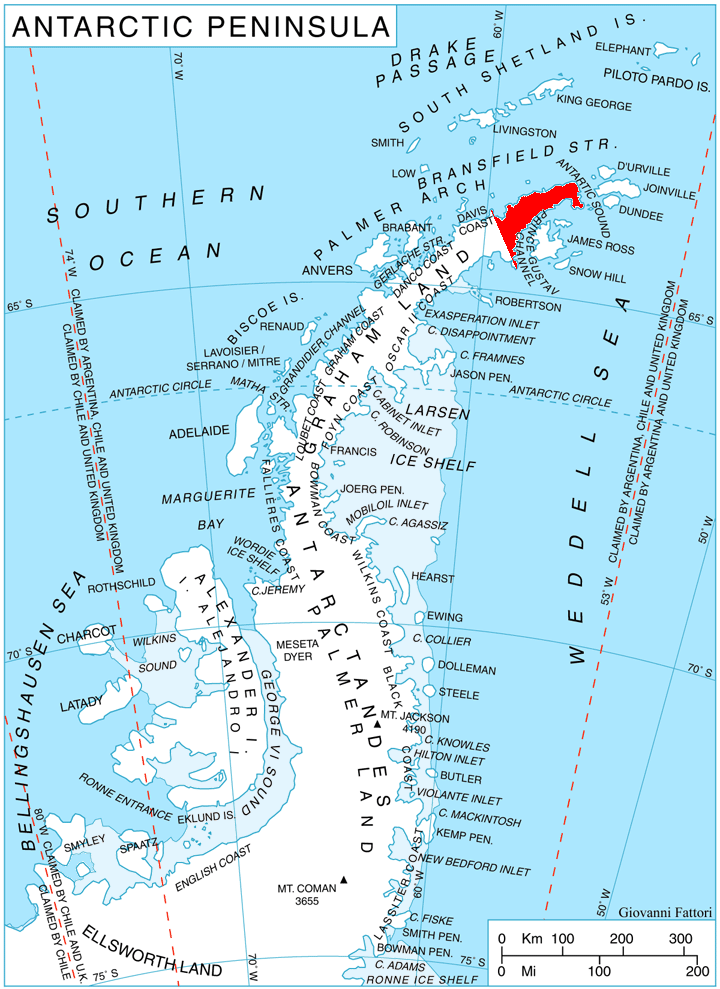
南極半島の北半分は南極圏に入らないツンドラ地帯になっている。半島の先端部はトリニティ半島と呼ばれている。